# Brzeziny (gmina Rzeczyca)
Brzeziny – wieś w Polsce, położona w województwie łódzkim, w powiecie tomaszowskim, w gminie Rzeczyca.
W latach 1975–1998 miejscowość należała administracyjnie do województwa piotrkowskiego.
Zobacz też: Brzeziny, Brzeziny Nowe, Brzeziny-Janowięta, Brzeziny-Kolonia